# István Avar
István Avar   (Arad, 28 de maig de 1905 - Kaposvár, 13 d'octubre de 1977), en romanès Ștefan Auer, fou un futbolista romanès-hongarès de les dècades de 1920 i 1930.
Fou internacional amb la selecció romanesa i amb l'hongaresa, amb la qual participà en la Copa del Món de Futbol de 1934.
Pel que fa a clubs, defensà els colors de l'Újpest FC i el FC Rapid București.